# Soraya de Visch Eijbergen

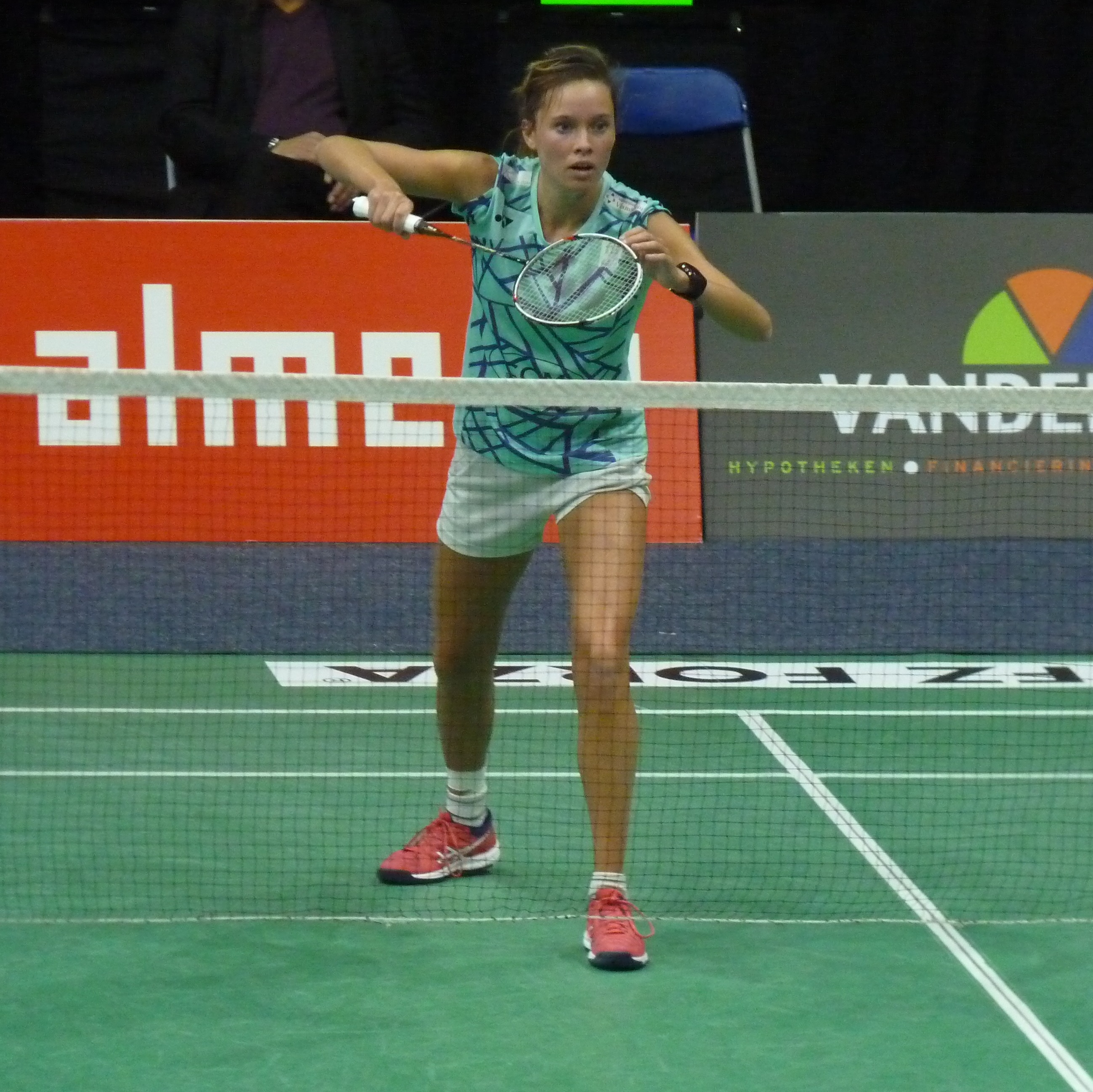
Soraya de Visch Eijbergen

Soraya de Visch Eijbergen (Papendrecht, 6 januari 1993) is een Nederlands badmintonster.
In 2015, 2016, 2019 en 2020 werd ze Nederlands kampioen. Ze nam deel aan de Europese kampioenschappen badminton 2018 (ronde 2).
De Visch Eijbergen komt in de Franse competitie uit voor Badminton Club Chambly Oise.

## Erelijst
2011
- Bronzen medaille Europese Jeugdkampioenschappen gemengddubbel met Jim Middelburg

2012
- Bronzen medaille Europese Kampioenschappen Dames Teams (Amsterdam, Nederland)

2013
- Winnaar Slovenian International damesdubbel met Alida Chen
- Tweede Hellas International damesdubbel met Alida Chen
- Tweede Hungarian International damesenkel

2014
- Tweede Nederlands kampioenschap damesenkel
- Winnaar Dutch International damesenkel
- Tweede Slovenia International damesenkel

2015
- Nederlands Kampioene damesenkel
- Tweede Orleans International damesenkel
- Tweede Dutch International damesenkel

2016
- Nederlands kampioene damesenkel

2017
- Tweede Irish Open damesenkel

2018
- Tweede Nederlands kampioenschap damesenkel

2019
- Nederlands kampioene damesenkel
- Bronzen medaille Europese kampioenschappen Gemengde Teams (Kopenhagen, Denemarken)

2020
- Nederlands kampioene damesenkel